# جون كارول (لاعب كريكت)
جون كارول (14 يوليو 1972 في المملكة المتحدة - ) (بالإنجليزية: John Carroll)‏ هو لاعب كريكت بريطاني.

## وصلات خارجية
- جون كارول على موقع إي آس بي آن كريك إنفو (الإنجليزية)